# Krzysztof Markowicz
Krzysztof Mirosław Markowicz (ur. 12 kwietnia 1974 w Rzeszowie) – polski geofizyk specjalizujący się w fizyce atmosfery, profesor nadzwyczajny w  Instytucie Geofizyki Wydziału Fizyki Uniwersytetu Warszawskiego. W latach 2012–2020 kierownik Zakładu Fizyki Atmosfery Wydziału Fizyki Uniwersytetu Warszawskiego. 

## Życiorys
Krzysztof Markowicz ukończył studia z fizyki na Uniwersytecie Warszawskim w 1999, broniąc napisanej na seminarium Konrada Bajera pracy magisterskiej pt. Wpływ ruchów wirowych na ewolucję widma kropel w chmurach. W latach 1999–2003 odbył studia doktoranckie w Instytucie Geofizyki Uniwersytetu Warszawskiego. Stopień doktora uzyskał na podstawie przygotowanej pod kierunkiem Krzysztofa Hamana pracy Experimental determination of solar and infrared aerosol radiative forcing (tytuł polski: Wpływ aerozolu na zmiany transferu promieniowania krótko- i długofalowego w atmosferze – badania eksperymentalne). 
W latach 1999–2002 odbył kilka staży naukowych w Instytucie Oceanografii Scrippsów na Uniwersytecie Kalifornijskim w San Diego, w tym w ramach przyznanego w 2001 stypendium programu Fulbrighta. Był również stażystą Marine Meteorology Division United States Naval Research Laboratory w Monterey (Kalifornia) (2003) i Wydziału Meteorologii Uniwersytetu w Reading (2007/2008).
W 2012 uzyskał stopień doktora habilitowanego nauk fizycznych na podstawie rozprawy Własności optyczne i wymuszanie radiacyjne cząstek niesferycznych. W 2015 został powołany na stanowisko profesora nadzwyczajnego w Instytucie Geofizyki Uniwersytetu Warszawskiego. W 2024 otrzymał tytuł profesora nauk ścisłych i przyrodniczych w zakresie nauki o Ziemi i środowisku.
Od 2002 wchodzi w skład Rady Naukowej Instytutu Geofizyki UW. W kadencji 2016–2020 zasiadał w Radzie Wydziału Fizyki UW. 
W latach 2017–2023 był członkiem zarządu warszawskiej fundacji Pro Physica. Od 2024 należy do rady Fundacji Edukacji Klimatycznej Szymona Malinowskiego.

## Działalność
Jego praca badawcza dotyczy między innymi procesów radiacyjnych w atmosferze, metod teledetekcyjnych oraz zmian klimatu. Szczególną uwagę poświęca problematyce aerozoli atmosferycznych. 
Od 2002 prowadzi zbudowaną przez siebie prywatną stację badawczą SolarAOT w Strzyżowie na Podkarpaciu. W 2010 zrealizował tam część projektu naukowego IG WF UW pt. Wymuszanie radiacyjne nad Polską.
Był uczestnikiem projektów badawczych w kraju i za granicą – na Pacyfiku (trzecia edycja Aerosol Characterization Experiments, poświęcona Azji), na Krecie, w Holandii, Zjednoczone Emiraty Arabskich, w Norwegii (m.in. Svalbard) i na Florydzie. 
Od 2012 jest jednym z redaktorów działu astronomii i nauk o atmosferze międzynarodowego czasopisma „Acta Geophysica”. Był także członkiem rady naukowej wydawanego w latach 2015–2019 „Strzyżowskiego Rocznika Muzealnego”.
Zajmuje się popularyzacją nauki (m.in. w ramach Festiwalu Nauki, poprzez programy Krajowego Funduszu na rzecz Dzieci i GLOBE, a także publikacje w dwumiesięczniku dydaktycznym „Fizyka w Szkole”).